# Q School 2021 - Evento 2
L'evento 2 della Q School 2021 è stato la seconda di tre tappe di questa competizione, che si è disputato dal 2 al 7 giugno 2021, presso il Ponds Forge International Sports Centre di Sheffield, in Inghilterra.
Barry Pinches, Craig Steadman, Michael Judge ed Alfie Burden hanno guadagnato una tour card per le stagioni 2021-2022 e 2022-2023.

## Regolamento
Introdotta nel periodo di riforme dell'allora appena nominato presidente del World Snooker Tour Barry Hearn, la Q School è formata da tre eventi, i quali si disputano prima dell'inizio della stagione professionistica (solitamente pochi giorni dopo il termine del Campionato mondiale).
In questi sono presenti quattro sezioni, formate tutte da sei turni: chi riesce a vincere l'ultimo round, ottiene una carta professionistica di due stagioni.
Possono partecipare anche coloro che terminano la stagione fuori dai primi 64 nel Ranking, e che quindi devono riqualificarsi per il Main Tour.
L'iscrizione è aperta ad ogni giocatore dilettante ed ha un costo di £1000.

## Fase a eliminazione diretta

### Sezione 1

#### Turno 1
| Giocatore 1      | Risultato | Giocatore 2      |
| ---------------- | --------- | ---------------- |
| Joshua Cooper    | 4 - 1     | Arun Mehta       |
| Mark Bell        | w/d - w/o | Dylan Mitchell   |
| Ben Fortey       | 4 - 0     | Keith Keldie     |
| John Parkin      | 3 - 4     | Joe Fenton       |
| Richard Wienold  | 4 - 0     | Shafaqut Hussain |
| James Silverwood | 2 - 4     | Umut Dikme       |
| Chen Feilong     | 4 - 2     | Stuart Watson    |
| Daniel Walker    | 1 - 4     | Adam Goff        |
| Chris Totten     | 3 - 4     | Yao Pengcheng    |
| Ronnie Blake     | 4 - 1     | James Height     |
| Aaron Graham     | 0 - 4     | Harvey Chandler  |
| Lewis Ullah      | 3 - 4     | Sean McAllister  |
| David Donovan    | 4 - 0     | Dean Reynolds    |
| Simon Bedford    | 4 - 0     | Scott Bell       |
| Jed Mann         | 0 - 4     | Tyler Rees       |
| Ross Muir        | 4 - 0     | Elliott Weston   |
| George Pragnell  | 1 - 4     | Fergal Quinn     |

#### Turno 2
| Giocatore 1      | Risultato | Giocatore 2     |
| ---------------- | --------- | --------------- |
| Ryan Davies      | 4 - 2     | Joshua Cooper   |
| Barry Pinches    | 4 - 3     | Dylan Mitchell  |
| Ben Fortey       | 4 - 3     | Joe Fenton      |
| Michael White    | 4 - 2     | Richard Wienold |
| Rod Lawler       | 4 - 1     | Umut Dikme      |
| Riley Parsons    | 1 - 4     | Chen Feilong    |
| Peter Lines      | w/d - w/o | Adam Goff       |
| Daniel Womersley | 4 - 1     | Yao Pengcheng   |
| Saqib Nasir      | 4 - 3     | Ronnie Blake    |
| Si Jiahui        | 3 - 4     | Harvey Chandler |
| Sanderson Lam    | 4 - 2     | Sean McAllister |
| Ben Mertens      | 3 - 4     | David Donovan   |
| Daniel Wells     | 1 - 4     | Simon Bedford   |
| Ross Bulman      | 4 - 3     | Tyler Rees      |
| Fraser Patrick   | w/d - w/o | Ross Muir       |
| Ryan Roberts     | 2 - 4     | Fergal Quinn    |

#### Turno 3
| Giocatore 1   | Risultato | Giocatore 2      |
| ------------- | --------- | ---------------- |
| Ryan Davies   | 3 - 4     | Barry Pinches    |
| Ben Fortey    | 3 - 4     | Michael White    |
| Rod Lawler    | 4 - 2     | Chen Feilong     |
| Adam Goff     | 0 - 4     | Daniel Womersley |
| Saqib Nasir   | 3 - 4     | Harvey Chandler  |
| Sanderson Lam | 4 - 1     | David Donovan    |
| Simon Bedford | 4 - 3     | Ross Bulman      |
| Ross Muir     | 4 - 0     | Fergal Quinn     |

#### Turno 4
| Giocatore 1     | Risultato | Giocatore 2      |
| --------------- | --------- | ---------------- |
| Barry Pinches   | 4 - 1     | Michael White    |
| Rod Lawler      | 0 - 4     | Daniel Womersley |
| Harvey Chandler | 3 - 4     | Sanderson Lam    |
| Simon Bedford   | 0 - 4     | Ross Muir        |

#### Turno 5
| Giocatore 1   | Risultato | Giocatore 2      |
| ------------- | --------- | ---------------- |
| Barry Pinches | 4 - 0     | Daniel Womersley |
| Sanderson Lam | 4 - 1     | Ross Muir        |

#### Turno di qualificazione al Main Tour
| Giocatore 1   | Risultato | Giocatore 2   |
| ------------- | --------- | ------------- |
| Barry Pinches | 4 - 3     | Sanderson Lam |

### Sezione 2

#### Turno 1
| Giocatore 1       | Risultato | Giocatore 2     |
| ----------------- | --------- | --------------- |
| Garry Coulson     | 1 - 4     | Niel Vincent    |
| Evan Munro        | 0 - 4     | Julien Leclercq |
| Bradley Tyson     | 0 - 4     | Patrick Whelan  |
| John Welsh        | 1 - 4     | Mark Lloyd      |
| Aaron Busuttil    | 4 - 2     | Anton Kazakov   |
| Daniel Kandi      | 4 - 0     | Philip O'Connor |
| Gaurang Vyas      | w/d - w/o | Yu Kiu Chang    |
| Alfie Lee         | 1 - 4     | Amir Sarkhosh   |
| David Lilley      | 4 - 3     | Callum Lloyd    |
| Stephen Baillie   | 4 - 3     | Peter Geronimo  |
| Brandon Hall      | 1 - 4     | Jenson Kendrick |
| Lewis Gillen      | 4 - 1     | Jack Bradford   |
| Johnnie Bates     | 0 - 4     | Stan Moody      |
| Westley Cooper    | 2 - 4     | Luke Simmonds   |
| Denys Chmelewskyj | 3 - 4     | Adam Brown      |
| Rebecca Kenna     | 4 - 3     | John Pritchett  |
| Juan Pedro Durán  | 0 - 4     | Bradley Cowdroy |

#### Turno 2
| Giocatore 1        | Risultato | Giocatore 2     |
| ------------------ | --------- | --------------- |
| Mateusz Baranowski | 3 - 4     | Niel Vincent    |
| Ian Martin         | 1 - 4     | Julien Leclercq |
| Paul Davies        | 2 - 4     | Patrick Whelan  |
| Jackson Page       | w/d - w/o | Mark Lloyd      |
| Hammad Miah        | 4 - 0     | Aaron Busuttil  |
| Brian Ochoiski     | 4 - 0     | Daniel Kandi    |
| Billy Joe Castle   | 2 - 4     | Yu Kiu Chang    |
| Paul Davison       | 4 - 3     | Amir Sarkhosh   |
| David Lilley       | 4 - 0     | Stephen Baillie |
| Antoni Kowalski    | 3 - 4     | Jenson Kendrick |
| Sean Harvey        | 2 - 4     | Lewis Gillen    |
| Duane Jones        | 4 - 0     | Stan Moody      |
| Luo Honghao        | 4 - 3     | Luke Simmonds   |
| Sam Baird          | 4 - 1     | Adam Brown      |
| Phil O'Kane        | 4 - 1     | Rebecca Kenna   |
| Craig Steadman     | 4 - 2     | Bradley Cowdroy |

#### Turno 3
| Giocatore 1    | Risultato | Giocatore 2     |
| -------------- | --------- | --------------- |
| Niel Vincent   | 1 - 4     | Julien Leclercq |
| Patrick Whelan | 1 - 4     | Mark Lloyd      |
| Hammad Miah    | 4 - 1     | Brian Ochoiski  |
| Yu Kiu Chang   | 3 - 4     | Paul Davison    |
| David Lilley   | 1 - 4     | Jenson Kendrick |
| Lewis Gillen   | 2 - 4     | Duane Jones     |
| Luo Honghao    | 4 - 1     | Sam Baird       |
| Phil O'Kane    | 1 - 4     | Craig Steadman  |

#### Turno 4
| Giocatore 1     | Risultato | Giocatore 2    |
| --------------- | --------- | -------------- |
| Julien Leclercq | 2 - 4     | Mark Lloyd     |
| Hammad Miah     | 4 - 2     | Paul Davison   |
| Jenson Kendrick | 1 - 4     | Duane Jones    |
| Luo Honghao     | 2 - 4     | Craig Steadman |

#### Turno 5
| Giocatore 1 | Risultato | Giocatore 2    |
| ----------- | --------- | -------------- |
| Mark Lloyd  | 1 - 4     | Hammad Miah    |
| Duane Jones | 2 - 4     | Craig Steadman |

#### Turno di qualificazione al Main Tour
| Giocatore 1 | Risultato | Giocatore 2    |
| ----------- | --------- | -------------- |
| Hammad Miah | 3 - 4     | Craig Steadman |

### Sezione 3

#### Turno 1
| Giocatore 1      | Risultato | Giocatore 2            |
| ---------------- | --------- | ---------------------- |
| Ross Vallance    | 4 - 2     | Jamie Tudor            |
| Jack Haley       | 4 - 2     | Jamie Brown            |
| Tony Knowles     | 1 - 4     | Kishan Hirani          |
| Yuan Sijun       | w/d - w/o | Imran Puri             |
| Billy Ginn       | 3 - 4     | Māris Volajs           |
| Ryan Thomerson   | 4 - 0     | Mark Vincent           |
| Daan Leyssen     | 4 - 0     | Dylan Smith            |
| Josh Mulholland  | 4 - 1     | Tony Corrigan          |
| Sergey Isaenko   | 0 - 4     | Michael Judge          |
| Matthew Lee      | 1 - 4     | Andy Milliard          |
| Liam Graham      | 4 - 3     | Robert Read            |
| James Burrett    | 4 - 2     | Lee Stephens           |
| Patrick Wallace  | 4 - 2     | Adam Duffy             |
| Rodion Judin     | 4 - 3     | Manasawin Phetmalaikul |
| Sydney Wilson    | 4 - 3     | Jamie Jones II         |
| Ivan Kakovskii   | 4 - 2     | Hans Blanckaert        |
| Callum Beresford | 4 - 0     | Conor Caniff           |
| Sean O'Sullivan  | 4 - 1     | Liam Davies            |

#### Turno 2
| Giocatore 1     | Risultato | Giocatore 2      |
| --------------- | --------- | ---------------- |
| Ian Burns       | 1 - 4     | Ross Vallance    |
| Haydon Pinhey   | 4 - 2     | Jack Haley       |
| Robbie McGuigan | 4 - 1     | Kishan Hirani    |
| Imran Puri      | 0 - 4     | Māris Volajs     |
| Eden Sharav     | 4 - 0     | Ryan Thomerson   |
| Soheil Vahedi   | 4 - 1     | Daan Leyssen     |
| Florian Nüßle   | 0 - 4     | Josh Mulholland  |
| Alex Clenshaw   | 1 - 4     | Michael Judge    |
| Hamim Hussain   | 4 - 2     | Andy Milliard    |
| Luke Pinches    | 1 - 4     | Liam Graham      |
| Kuldesh Johal   | 4 - 2     | James Burrett    |
| Patrick Wallace | 2 - 4     | Rodion Judin     |
| Bai Langning    | 1 - 4     | Sydney Wilson    |
| Leo Fernandez   | 4 - 1     | Ivan Kakovskii   |
| Adrian Rosa     | 4 - 1     | Callum Beresford |
| John Astley     | 4 - 2     | Sean O'Sullivan  |

#### Turno 3
| Giocatore 1     | Risultato | Giocatore 2   |
| --------------- | --------- | ------------- |
| Ross Vallance   | 4 - 0     | Haydon Pinhey |
| Robbie McGuigan | 4 - 0     | Māris Volajs  |
| Eden Sharav     | 2 - 4     | Soheil Vahedi |
| Josh Mulholland | 0 - 4     | Michael Judge |
| Hamim Hussain   | 1 - 4     | Liam Graham   |
| Kuldesh Johal   | 4 - 1     | Rodion Judin  |
| Sydney Wilson   | 0 - 4     | Leo Fernandez |
| Adrian Rosa     | 1 - 4     | John Astley   |

#### Turno 4
| Giocatore 1   | Risultato | Giocatore 2     |
| ------------- | --------- | --------------- |
| Ross Vallance | 3 - 4     | Robbie McGuigan |
| Soheil Vahedi | 3 - 4     | Michael Judge   |
| Liam Graham   | 2 - 4     | Kuldesh Johal   |
| Leo Fernandez | 2 - 4     | John Astley     |

#### Turno 5
| Giocatore 1     | Risultato | Giocatore 2   |
| --------------- | --------- | ------------- |
| Robbie McGuigan | 0 - 4     | Michael Judge |
| Kuldesh Johal   | 4 - 2     | John Astley   |

#### Turno di qualificazione al Main Tour
| Giocatore 1   | Risultato | Giocatore 2   |
| ------------- | --------- | ------------- |
| Michael Judge | 4 - 0     | Kuldesh Johal |

### Sezione 4

#### Turno 1
| Giocatore 1         | Risultato | Giocatore 2       |
| ------------------- | --------- | ----------------- |
| Carl Mottershw      | 0 - 4     | Martyn Taylor     |
| Lee Shanker         | 4 - 0     | Peter Butler      |
| Samuel Lee Stevens  | 4 - 0     | Labeeb Ahmed      |
| Luke Maddison       | 0 - 4     | Matthew Glasby    |
| Alex Taubman        | 4 - 2     | Danny Brindle     |
| Mark Anthony Taylor | 0 - 4     | Mark Ganderton    |
| Jordan Rimmer       | 4 - 3     | Matthew Roberts   |
| Gary Challis        | 3 - 4     | Michael Tomlinson |
| Jack Smithers       | 0 - 4     | David Finbow      |
| Brian Cini          | 4 - 0     | Raymond Fry       |
| Connor Benzey       | 4 - 1     | Halim Hussain     |
| Filips Kalnins      | 0 - 4     | Liam Pullen       |
| Thomas McSorley     | 4 - 1     | Andrew Tapper     |
| Keishin Kamihashi   | 4 - 3     | Neal Jones        |
| Faizaan Mohammed    | 2 - 4     | Aidan Murphy      |
| Roshan Birdi        | 0 - 4     | Gary Thomson      |

#### Turno 2
| Giocatore 1          | Risultato | Giocatore 2        |
| -------------------- | --------- | ------------------ |
| Lei Peifan           | 4 - 1     | Martyn Taylor      |
| Dean Young           | 4 - 2     | Lee Shanker        |
| Michael Georgiou     | 4 - 3     | Samuel Lee Stevens |
| Brandon Sargeant     | 4 - 1     | Matthew Glasby     |
| Hayden Staniland     | 2 - 4     | Alex Taubman       |
| Alfie Burden         | 4 - 0     | Mark Ganderton     |
| Joshua Thomond       | 4 - 2     | Jordan Rimmer      |
| Simon Blackwell      | 4 - 1     | Michael Tomlinson  |
| James Cahill         | 4 - 1     | David Finbow       |
| Jamie Curtis-Barrett | 2 - 4     | Brian Cini         |
| Oliver Brown         | 3 - 4     | Connor Benzey      |
| Jack Culligan        | 2 - 4     | Liam Pullen        |
| Michael Collumb      | 4 - 1     | Thomas McSorley    |
| Alex Millington      | 4 - 2     | Keishin Kamihashi  |
| Dylan Emery          | 4 - 0     | Aidan Murphy       |
| Mitchell Mann        | 4 - 2     | Gary Thomson       |

#### Turno 3
| Giocatore 1      | Risultato | Giocatore 2      |
| ---------------- | --------- | ---------------- |
| Lei Peifan       | 4 - 3     | Dean Young       |
| Michael Georgiou | 4 - 1     | Brandon Sargeant |
| Alex Taubman     | 1 - 4     | Alfie Burden     |
| Joshua Thomond   | 4 - 3     | Simon Blackwell  |
| James Cahill     | 4 - 3     | Brian Cini       |
| Connor Benzey    | 3 - 4     | Liam Pullen      |
| Michael Collumb  | 4 - 1     | Alex Millington  |
| Dylan Emery      | 4 - 3     | Mitchell Mann    |

#### Turno 4
| Giocatore 1     | Risultato | Giocatore 2      |
| --------------- | --------- | ---------------- |
| Lei Peifan      | 4 - 1     | Michael Georgiou |
| Alfie Burden    | 4 - 3     | Joshua Thomond   |
| James Cahill    | 3 - 4     | Liam Pullen      |
| Michael Collumb | 4 - 2     | Dylan Emery      |

#### Turno 5
| Giocatore 1 | Risultato | Giocatore 2     |
| ----------- | --------- | --------------- |
| Lei Peifan  | 1 - 4     | Alfie Burden    |
| Liam Pullen | 1 - 4     | Michael Collumb |

#### Turno di qualificazione al Main Tour
| Giocatore 1  | Risultato | Giocatore 2     |
| ------------ | --------- | --------------- |
| Alfie Burden | 4 - 1     | Michael Collumb |

### Century breaks
Durante il corso del torneo sono stati realizzati 22 century breaks.
| N° | Giocatore         | Century breaks | Miglior break |
| -- | ----------------- | -------------- | ------------- |
| 1  | Ross Muir         | 3              | 140           |
| 2  | Soheil Vahedi     | 2              | 116           |
| =  | Lei Peifan        | 2              | 109           |
| =  | Mitchell Mann     | 2              | 103           |
| 3  | Patrick Wallace   | 1              | 138           |
| =  | Michael Tomlinson | 1              | 114           |
| =  | Alex Taubman      | 1              | 113           |
| =  | Alfie Burden      | 1              | 113           |
| =  | Ivan Kakovskii    | 1              | 112           |
| =  | Luo Honghao       | 1              | 107           |
| =  | Julien Leclercq   | 1              | 106           |
| =  | Kishan Hirani     | 1              | 106           |
| =  | James Cahill      | 1              | 105           |
| =  | Simon Bedford     | 1              | 103           |
| =  | Michael Judge     | 1              | 101           |
| =  | Paul Davison      | 1              | 100           |
| =  | Barry Pinches     | 1              | 100           |